# Empire Exhibition Trophy
L' Empire Exhibition Trophy è stata una competizione calcistica che si tenne a Glasgow nel 1938 in occasione del British Empire Exhibition, manifestazione espositiva internazionale che ebbe luogo nella capitale scozzese dal mese di maggio a dicembre. A questo torneo presero parte le quattro migliori squadre di Scozia e Inghilterra. Le squadre partecipanti per la Scozia furono Celtic, Rangers, Aberdeen e Hearts. Per l'Inghilterra, invece, parteciparono Sunderland, Everton, Brentford (che aveva preso il posto dell'Arsenal, ritiratasi prima dell'inizio della competizione) e Chelsea. Tutte le partite furono disputate all'Ibrox Park. La finale fu tra Celtic ed Everton, con gli scozzesi vincitori per 1-0 nei tempi supplementari. 
Il trofeo messo in palio era costituito da una riproduzione in argento della Tait Tower (o Torre dell'Impero), struttura eretta a Bellahouston Park, a Glasgow, in occasione della manifestazione espositiva.
Questo torneo, al pari della British League Cup del 1902 e, successivamente, della Coronation Cup del 1953, fu giudicato di grande importanza. Infatti, queste manifestazioni permettevano a squadre di diverse leghe calcistiche di confrontarsi tra di loro nei periodi antecedenti alla nascita delle competizioni calcistiche europee.

## Partecipanti
| - Brentford (in sostituzione dell'Arsenal, vincitore della First Division 1937-1938) - Chelsea - Everton - Sunderland |  | - Celtic (vincitore della Scottish Division One 1937-1938) - Hearts - Rangers - Aberdeen |

## Quarti di finale
- Celtic  3 – 0 (a.e.t.)  Sunderland

0–0 al termine dei tempi regolamentari
- Aberdeen 4 – 1  Chelsea
- Everton 2 – 0  Rangers
- Hearts  1 – 0  Brentford

## Semifinali
- Celtic  1 – 0  Hearts
- Everton 3 – 2  Aberdeen

## Finale
- Celtic 1 – 0 (a.e.t.)  Everton

0–0 al termine dei tempi regolamentari